# امین اسدی
امین اسدی (زادهٔ ‎۲۳ شهریور ۱۳۷۲) بازیکن فوتبال اهل ایران است که در پست مهاجم برای باشگاه فوتبال آریو اسلامشهر در لیگ آزادگان بازی می‌کند.

## دوران باشگاهی
وی فعالیت خود را در رده‌های جوانان آپادانا تهران آغاز کرد. بعدها به آکادمی جوانان شاهین تهران و احسان ری پیوست.

### آرمان گهر
او در تابستان ۲۰۱۸ به باشگاه فوتبال آرمان گهر سیرجان پیوست. او در ۱۵ سپتامبر ۲۰۱۸ اولین بازی خود را برای آرمان گوهر انجام داد.

### تراکتور
او در تابستان ۲۰۲۰ به باشگاه فوتبال تراکتور پیوست. او اولین بار برای تراکتورسازی در ۲۰ سپتامبر ۲۰۲۰ بازی کرد.